# Refugi Solvay
El Refugi Solvay (Alemany: Solvayhütte) és un refugi de muntanya situat a 4.003 msnm, a la cresta nord-est (aresta Hörnli) del mont Cerví, prop del poble de Zermatt, al cantó del Valais, Suïssa. És el refugi de muntanya a més altitud dels pertanyents al Club Alpí Suís. Només es pot utilitzar en cas d'emergència. Se situa a la mateixa cresta per on passa la ruta normal al cim (que comença al Refugi Hörnli. Disposa de 10 places i un ràdio-telèfon d'emergència.
El seu nom fa homenatge a Ernest Solvay, químic i industrial belga.